# Susan Hayward
Susan Hayward, nacida Edythe Marrenner (Brooklyn, Nueva York, 30 de junio de 1917-Hollywood, Los Ángeles, 14 de marzo de 1975), fue una actriz cinematográfica y modelo estadounidense, ganadora de un Óscar y tres Globos de Oro. Después de trabajar como modelo, en 1937, fue a Hollywood, donde obtuvo un contrato cinematográfico que le permitió ir apareciendo en pequeños papeles a lo largo de varios años.
A fines de la década de 1940, la calidad de sus papeles y sus dotes interpretativas le proporcionaron la primera de sus cinco nominaciones para el Premio de la Academia a la mejor actriz por la interpretación de una alcohólica en Smash-up, la historia de una mujer destruida (1947). Su exitosa carrera se prolongó a través de la década de 1950 con nominaciones por sus papeles en My Foolish Heart (1949), With a Song in My Heart (1952) y I'll Cry Tomorrow (1955). Finalmente, ganó el Premio de la Academia como mejor actriz por su interpretación de la condenada a muerte Barbara Graham en ¡Quiero vivir! (1958).
Después de su segundo matrimonio y mudanza a Georgia, sus apariciones en el cine se hicieron más esporádicas, aunque continuó activa en películas y en televisión hasta 1972. Murió en 1975 debido a un tumor cerebral.

## Biografía
Hayward nació el 30 de junio de 1917 en el barrio de Flatbush de Brooklyn (Nueva York). Era la menor de los tres hijos de Ellen Pearson y Walter Marrenner. Su madre era de ascendencia sueca. Tenía una hermana mayor, Florence, y un hermano mayor, Walter Jr. En 1924, Marrenner fue atropellada por un coche y se fracturó la cadera y las piernas, por lo que tuvo que llevar una escayola parcial que le dejó un característico giro de cadera más adelante.
Fue educada en la Escuela Pública 181 y se graduó en la Escuela Secundaria Comercial Femenina en junio de 1935 (más tarde rebautizada como Prospect Heights High School). Según la página de antiguos alumnos de Erasmus Hall High School, Hayward asistió a esa escuela a mediados de la década de 1930, aunque sólo recordaba haber nadado en la piscina por diez centavos durante los calurosos veranos en Flatbush, Brooklyn. Durante sus años de instituto, actuó en varias obras escolares, y fue nombrada «La más dramática» por su clase.

## Trayectoria
Comenzó su carrera como modelo fotográfica y allí fue donde George Cukor se fijó en ella al ver un reportaje en una revista donde aparecía como modelo. Poco después, Hayward se mudó a Hollywood en 1937 para hacer una prueba para el papel de Scarlett O'Hara en Lo que el viento se llevó. Aunque Hayward no consiguió el papel, fue utilizada para las pruebas de pantalla de otros actores por David Selznick y recibió un contrato en Warner Bros.
Su nombre artístico fue elegido por su representante, Max Arnow, una vez que comenzó su contrato de seis meses por 50 dólares a la semana con Warner's. Hayward tuvo papeles secundarios en Hollywood Hotel (1937), The Amazing Dr. Clitterhouse (1938) (su papel fue eliminado), y Las hermanas (1938), así como en un cortometraje, Campus Cinderella (1938).
El primer papel de envergadura de Hayward fue con Ronald Reagan en Girls on Probation (1938), donde ocupó el décimo puesto en la cartelera. También actuó en Comet Over Broadway (1938), pero volvió a aparecer sin facturar y comenzó a posar como modelo pinup para fotos publicitarias, algo que ella y la mayoría de las actrices despreciaban, pero según su contrato no tenía elección. Una vez finalizado el contrato de Hayward con Warner Bros., pasó a Paramount Studios.

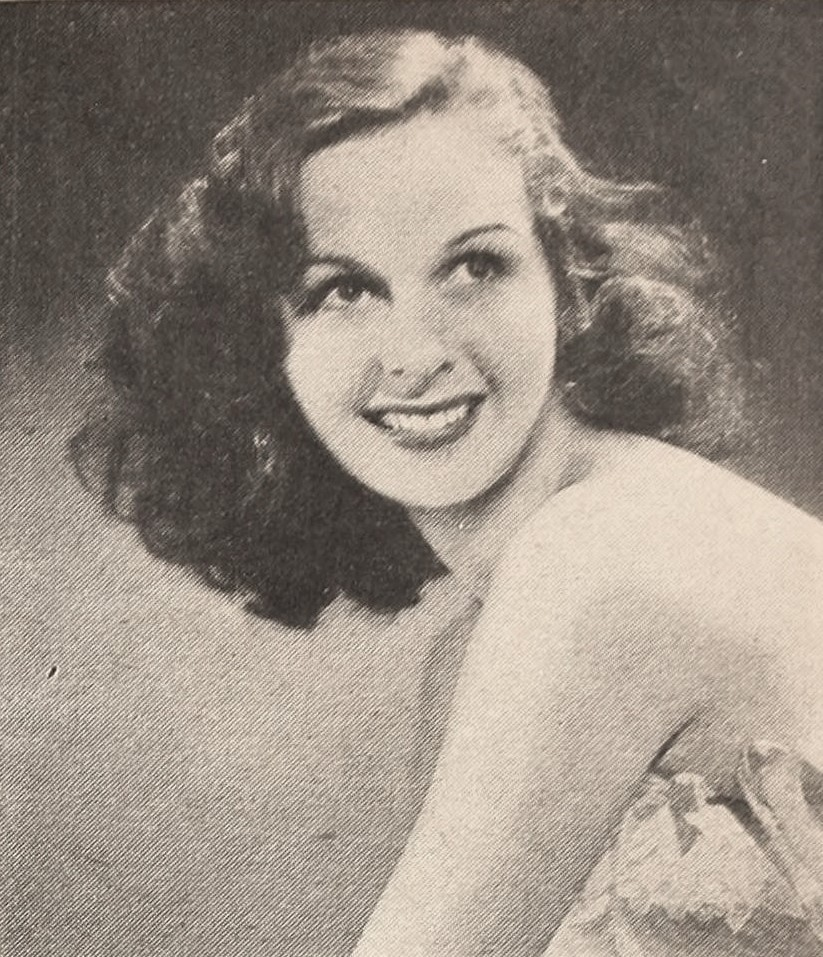
Hayward en 1939

En 1939, los estudios Paramount la contrataron por 250 dólares semanales. Hayward tuvo su primer éxito en el papel de Isobel en Beau Geste (1939) junto a Gary Cooper y Ray Milland. Desempeñó el pequeño, pero importante e inquietante papel de amor de juventud que recordaban los hermanos Geste mientras buscaban un valioso zafiro conocido como «el agua azul» durante su servicio en el desierto en la Legión Extranjera; la película tuvo un enorme éxito.
Paramount puso a Hayward como segunda protagonista en Our Leading Citizen (1939) con Bob Burns y luego apoyó a Joe E. Brown en $1000 a Touchdown (1939).
Hayward se fue a Columbia para un papel secundario junto a Ingrid Bergman en Adam Had Four Sons (1941), y luego a Republic Pictures para Sis Hopkins (1941) con Judy Canova y Bob Crosby. De vuelta a Paramount, protagonizó una película de serie B, Among the Living (1941) junto a Albert Dekker y Frances Farmer.
Cecil B. De Mille le dio un buen papel secundario en Reap the Wild Wind (1942), para coprotagonizar con Milland, John Wayne y Paulette Goddard.Estuvo en el corto Letter from Bataan (1942) y apoyó a Goddard y Fred MacMurray en The Forest Rangers (1942).
Hayward protagonizó I Married a Witch (1942) con Fredric March y Veronica Lake, como la prometida de Wallace Wooly (March) antes de que la bruja de Lake reaparezca de una quema puritana en una hoguera 300 años antes. La película sirvió de inspiración para la serie de televisión de los años 60 Embrujada y se basó en una novela inacabada de Thorne Smith. Se rodó para Paramount, pero fue vendida a United Artists. Fue la siguiente en la revisión musical de Paramount Star Spangled Rhythm (1943) que también contó con sus actores contratados no musicales.
Hayward apareció con William Holden en Young and Willing (1943), una película de Paramount distribuida por UA. Apareció en Hit Parade of 1943 (1943) de Republic, su voz cantante fue doblada por Jeanne Darrell.

Sam Bronston la tomó prestada para Jack London (1943) en UA. En Republic fue el interés amoroso de Wayne en The Fighting Seabees (1944), la película con mayor presupuesto de la historia de esa compañía.

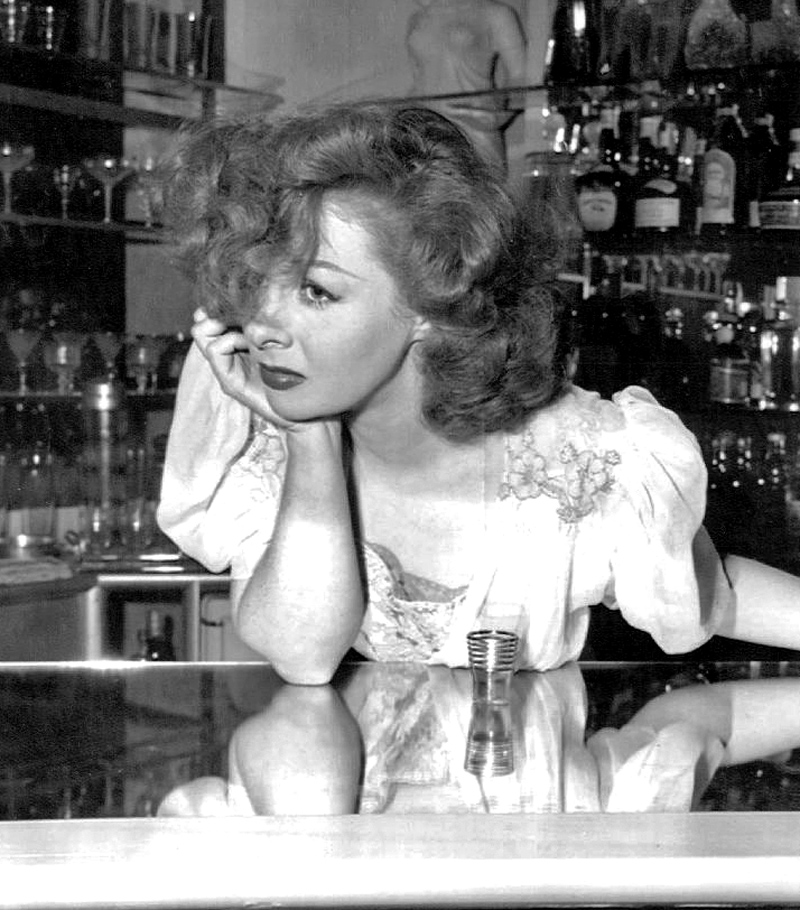
En Smash Up (1947)

Protagonizó la versión cinematográfica de El mono peludo (1944) para UA. De vuelta a Paramount, fue la hermana de Loretta Young en And Now Tomorrow (1944). A continuación abandonó el estudio.
RKO dio a Hayward su primer papel principal en Deadline at Dawn (1946), una película de Clifford Odets escrita Noir, que fue la única película de Harold Clurman como director.
Después de la guerra, la carrera de Hayward despegó cuando el productor Walter Wanger la contrató por siete años a razón de 100.000 dólares anuales. Su primera película fue Canyon Passage (1946).
En 1947, recibió la primera de las cinco nominaciones a los Academy Award por su papel de alcohólica cantante de club nocturno basada en Dixie Lee en Smash-Up, the Story of a Woman (1947), su segunda película para Wanger. Aunque no fue bien recibida por la crítica, fue popular entre el público y un éxito de taquilla, lanzando a Hayward como estrella.
La RKO volvió a contar con ella para They Won't Believe Me (1947). Posteriormente trabajó para Wanger en The Lost Moment (1948) y Tap Roots (1948). Ambas películas perdieron dinero, pero la última fue muy vista.
En la Universal, Hayward actuó en The Saxon Charm (1948) e hizo Tulsa (1949) para Wanger. Ambas películas fueron decepciones comerciales.
Hayward pasó a 20th Century Fox para hacer House of Strangers (1949) para el director Joseph Mankiewicz, iniciando una larga asociación con ese estudio.
Sam Goldwyn la tomó prestada para My Foolish Heart (1949), que le valió una nominación al Oscar, y luego volvió a la Fox para I'd Climb the Highest Mountain (1951), que fue un éxito.

Permaneció en ese estudio para rodar el western Rawhide (1951) con Tyrone Power, y el drama romántico I Can Get It for You Wholesale (1951).

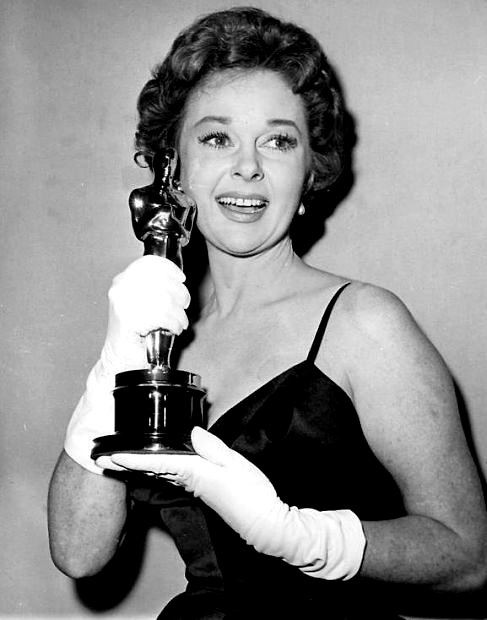
Hayward con su Óscar a la mejor actriz por ¡Quiero vivir! (1958)

A continuación, Hayward protagonizó tres grandes éxitos: David y Betsabé (1951) con Gregory Peck, la película más popular del año;  With a Song in My Heart (1952), un biopic de Jane Froman, que le valió una nominación al Oscar; y Las nieves del Kilimanjaro (1952), con Peck y Ava Gardner.
La RKO le pidió prestada a Hayward para The Lusty Men (1952) con Robert Mitchum, luego volvió a la Fox para The President's Lady (1953), interpretando a Rachel Jackson junto a Charlton Heston; White Witch Doctor (1953) de nuevo coprotagonizada por Mitchum; Demetrius and the Gladiators (1954), como Mesalina; Garden of Evil (1954) con Gary Cooper y Richard Widmark; y Untamed (1955) con Tyrone Power. Hayward protagonizó después junto a Clark Gable Soldier of Fortune (1955), una película CinemaScope que fue un fracaso de taquilla.
MGM contrató a Hayward para interpretar a la alcohólica corista/actriz Lillian Roth en I'll Cry Tomorrow (1955), basada en el éxito de ventas de Roth autobiografía del mismo título, por la que recibió un Premio de interpretación femenina en Cannes. Fue un gran éxito financiero.
Aunque Hayward nunca llegó a ser realmente conocida como cantante -le disgustaba su propia forma de cantar-representó a cantantes en varias películas. Sin embargo, en Lloraré mañana -cuya voz fue en su día ampliamente atribuida a la cantante profesional Marni Nixon -Hayward cantó las voces sin doblar y aparece en la banda sonora. Hayward actuó en la biografía musical de la cantante Jane Froman en la película de 1952, With a Song in My Heart, papel que le valió el Globo de Oro a la mejor actriz protagonista de musical o comedia. La voz de Jane Froman fue grabada y utilizada para la película mientras Hayward interpretaba las canciones.
En 1956, fue elegida por Howard Hughes para interpretar a Bortai en la epopeya histórica The Conqueror (1956), como actriz principal de John Wayne. Fue desaprobada por la crítica pero un éxito comercial. Hizo una comedia con Kirk Douglas, Top Secret Affair (1956) que fracasó.
La última película de Hayward con Wanger, I Want to Live!(1958), en la que interpretaba a la condenada a muerte Barbara Graham, fue un éxito comercial y de crítica y le valió a Hayward el Oscar a la mejor actriz por su interpretación. Muchos expertos en cine se han referido a su actuación en «¡Quiero vivir!» como la mejor interpretación de una actriz de Hollywood en cualquier época.[Bosley Crowther, de The New York Times, escribió que su interpretación era «tan vívida y demoledora... Cualquiera que pueda soportar esta prueba sin temblar y estremecerse es de piedra». Hayward recibió el 37% de los beneficios netos de la película.
Hayward hizo Thunder in the Sun (1959) con Jeff Chandler, una película de caravanas sobre pioneros del país Vasco francés, que tuvo un modesto éxito económico, y luego Mujer obsesionada (1959) en la Fox.
En 1961, Hayward interpretó a una astuta trabajadora que se convierte en la esposa del próximo gobernador del estado (Dean Martin) y, finalmente, asume ella misma el cargo en Ada (1961). El mismo año, interpretó a Rae Smith en el fastuoso remake de Ross Hunter de Back Street (1961), que también protagonizaron John Gavin y Vera Miles. Ninguna de las dos películas tuvo especial éxito; tampoco lo tuvieron I Thank a Fool (1962) en MGM, Stolen Hours (1963) y Where Love Has Gone (1964), que coprotagonizó Bette Davis.
Hayward se reencontró con Joseph Mankiewicz en The Honey Pot (1967). Luego sustituyó a Judy Garland en el papel de Helen Lawson en la adaptación cinematográfica de Valley of the Dolls (1967), de Jacqueline Susann, que obtuvo pésimas críticas pero ganó dinero en taquilla.
Recibió buenas críticas por su actuación en el Caesars Palace en la producción de Las Vegas de Mame que se estrenó en diciembre de 1968. Fue sustituida por Celeste Holm en marzo de 1969 después de que le fallara la voz y tuviera que abandonar la producción.
Continuó actuando hasta principios de la década de 1970, cuando se le diagnosticó un cáncer cerebral.
Apareció en el telefilme Heat of Anger (1972) y en la película del oeste The Revengers (1972) con William Holden.

Su último papel en el cine fue el de la doctora Maggie Cole en la serie dramática de 1972 Say Goodbye, Maggie Cole. Destinado a ser el episodio piloto de una serie de televisión, «Maggie Cole» nunca llegó a producirse debido al empeoramiento de la salud de Hayward. Su última aparición pública fue en la retransmisión de los Premios de la Academia en 1974 para presentar el premio a la Mejor Actriz a pesar de estar muy enferma. Con el apoyo de Charlton Heston, pudo presentar el premio.

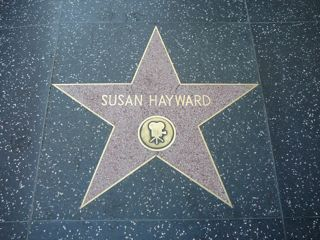
La estrella de Hayward en el Paseo de la Fama

## Muerte
El médico de Hayward encontró un tumor pulmonar en marzo de 1972 que metastatizó y, tras un ataque en abril de 1973, se le diagnosticó metástasis cerebral.
El 14 de marzo de 1975 sufrió un ataque en su casa de Beverly Hills y murió a los 57 años. El 16 de marzo se celebró un funeral en la iglesia católica romana de Nuestra Señora del Perpetuo Socorro en Carrollton, Georgia. El cuerpo de Hayward fue enterrado en el cementerio de la iglesia. Fue sepultada cerca de su segundo y último esposo, Eaton Chalkley, con quien se había convertido al catolicismo, en Carrollton, Georgia. El 30 de junio de 1966, fue bautizada como católica en la iglesia de San Pedro y San Pablo en Pittsburgh, Pensilvania, por el sacerdote McGuire. Hayward había conocido al sacerdote en China y le prometió que, si se convertía a la religión católica, sería él quien la bautizara.

## The Conqueror, el filme radiactivo
Existen muchas sospechas de que el cáncer que Hayward desarrolló fue el resultado de haberse visto expuesta a residuos radiactivos durante la filmación del malogrado filme The Conqueror (1956), rodado en las proximidades de St. George, en el desierto de Utah. Durante trece semanas de filmación en el verano de 1955, el reparto y el equipo fílmico fueron probablemente contaminados con polvo radiactivo residual del ensayo nuclear Zucchini (mayo de 1955) y posiblemente también del ensayo Tesla (marzo de 1955). De hecho, los principales actores de la película y su director murieron en la década siguiente de diferentes tipos de cáncer: Agnes Moorehead (cáncer de útero), John Wayne (cáncer de pulmón), Dick Powell (cáncer de las glándulas linfáticas) y Pedro Armendáriz (que se suicidó cuando le diagnosticaron metástasis).

## Premios y distinciones
Premios Óscar
| Año  | Categoría    | Película                      | Resultado |
| ---- | ------------ | ----------------------------- | --------- |
| 1948 | Mejor actriz | Una mujer destruida           | Nominada  |
| 1950 | Mejor actriz | Mi loco corazón               | Nominada  |
| 1953 | Mejor actriz | Con una canción en mi corazón | Nominada  |
| 1956 | Mejor actriz | Mañana lloraré                | Nominada  |
| 1959 | Mejor actriz | ¡Quiero vivir!                | Ganadora  |

Festival Internacional de Cine de Cannes
| Año  | Categoría    | Película       | Resultado |
| ---- | ------------ | -------------- | --------- |
| 1956 | Mejor actriz | Mañana lloraré | Ganadora  |

- Medallas del Círculo de Escritores Cinematográficos
  - 1959: Mejor actriz extranjera por Mañana lloraré.[56]

- Hayward tiene una estrella en el Paseo de la Fama de Hollywood en el número 6251 del Hollywood Blvd.

## Filmografía
- Corto fílmico (Vitaphone, 1936).

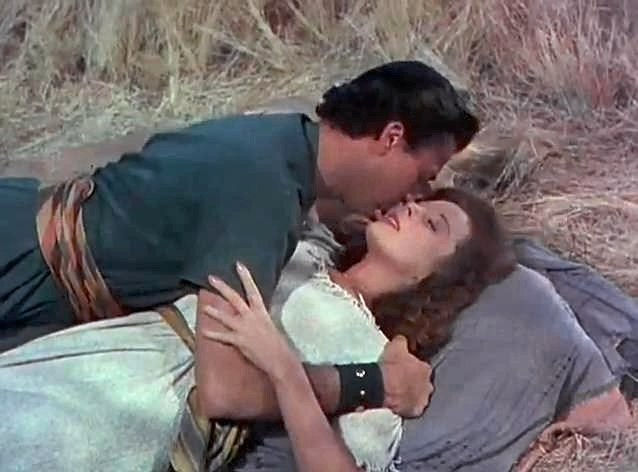
Gregory Peck y Susan Hayward en una escena de David and Bathsheba

- Hollywood Hotel (Warner Brothers, 1937).
- The Amazing Dr. Clitterhouse (Warner Brothers, 1938).
- Campus Cinderella (Warner Brothers, 1938) (cortometraje).
- The Sisters (Warner Brothers, 1938).
- Girls on Probation (Warner Brothers, 1938).
- Comet Over Broadway (Warner Brothers, 1938).
- Beau Geste (Paramount, 1939).
- Our Leading Citizen (Paramount, 1939).
- $1,000 a Touchdown (Paramount, 1939).
- Adam Had Four Sons (Columbia, 1941, Los cuatro hijos de Adán).
- Sis Hopkins (Republic, 1941, Adorable intrusa).
- Among the Living (Paramount, 1941).
- Reap the Wild Wind (Paramount, 1942, Piratas del mar Caribe).
- A Letter from Bataan (Paramount, 1942, cortometraje).
- The Forest Rangers (Paramount, 1942, Corazones en llamas).
- I Married a Witch (United Artists, 1942, Me casé con una bruja).
- Star Spangled Rhythm (Paramount, 1942, Fantasía de estrellas).
- Young and Willing (United Artists, 1943, Juventud ambiciosa).
- Hit Parade of 1943 (Republic, 1943).
- Jack London (United Artists, 1943, Aventuras de Jack London).
- The Fighting Seabees (Republic, 1944).
- Skirmish on the Home Front (Paramount, para el Departamento de Guerra de los EE. UU.).
- Information, 1944) (cortometraje).
- The Hairy Ape (United Artists, 1944, Pasión salvaje).
- And Now Tomorrow (Paramount, 1944, El porvenir es nuestro).
- Deadline at Dawn (RKO, 1946).
- Canyon Passage (Universal, 1946, Tierra generosa).
- Smash-Up: The Story of a Woman (Universal-International, 1947, Una mujer destruida).
- They Won't Believe Me (RKO, 1947).
- The Lost Moment {Universal-International, 1947, Viviendo el pasado).
- Tap Roots (Universal-International, 1948), Raíces de pasión).
- The Saxon Charm (Universal-International, 1948, Sed de dominio).
- Tulsa (Eagle-Lion, 1949, Tulsa, ciudad de lucha).
- House of Strangers (20th Century-Fox, 1949, Odio entre hermanos).
- My Foolish Heart (Goldwyn-RKO, 1949).
- I'd Climb the Highest Mountain (20th Century-Fox, 1951).
- Rawhide (20th Century-Fox, 1951, El correo del infierno).
- David and Bathsheba (20th Century-Fox, 1951).
- I Can Get It for You Wholesale (20th Century-Fox, 1951).
- Snows of Kilimanjaro (20th Century-Fox, 1952), Las nieves del Kilimanjaro ).
- With a Song in My Heart (20th Century-Fox, 1952).
- The Lusty Men (RKO, 1952).
- The President's Lady (20th Century-Fox, 1953, La dama marcada).
- White Witch Doctor (20th Century-Fox, 1953, La hechicera blanca).
- Demetrius and the Gladiators (20th Century-Fox, 1954, Demetrio y los gladiadores).
- Garden of Evil (20th Century-Fox, 1954, El jardín del diablo).
- Untamed (20th Century-Fox, 1955, Caravana hacia el sur).
- Soldier of Fortune (20th Century-Fox, 1955, Cita en Hong Kong).
- I'll Cry Tomorrow (MGM, 1955, Mañana lloraré).
- The Conqueror (RKO, 1956, El conquistador de Mongolia).
- Top Secret Affair (Warner Brothers, 1957, Intriga femenina).
- I Want to Live! (United Artists, 1958,  ¡Quiero vivir!).
- Thunder in the Sun (Paramount, 1959, El desfiladero de la muerte).
- Woman Obsessed (20th Century-Fox, 1959, La mujer obsesionada).
- The Marriage-Go-Round (20th Century-Fox, 1961).
- Ada (MGM, 1961, El tercer hombre era mujer).
- Back Street (Universal-International, 1961).
- I Thank a Fool (MGM, 1962, Conspiración para matar).
- Stolen Hours (United Artists, 1963, Horas robadas).
- Where Love Has Gone (Embassy-Paramount, 1964, A donde fue el amor).
- Think Twentieth (20th Century-Fox, 1967, cortometraje).
- The Honey Pot (United Artists, 1967, Mujeres en Venecia).
- Valley of the Dolls (20th Century-Fox, 1967, El valle de las muñecas).
- Heat of Anger (CBS/Stonehedge-Metromedia, 1972) (adaptación a la TV).
- The Revengers (Cinema Center, 1972).
- Say Goodbye, Maggie Cole (ABC/Spelling-Goldberg, 1972).